# Luziakapelle (Wesseling)

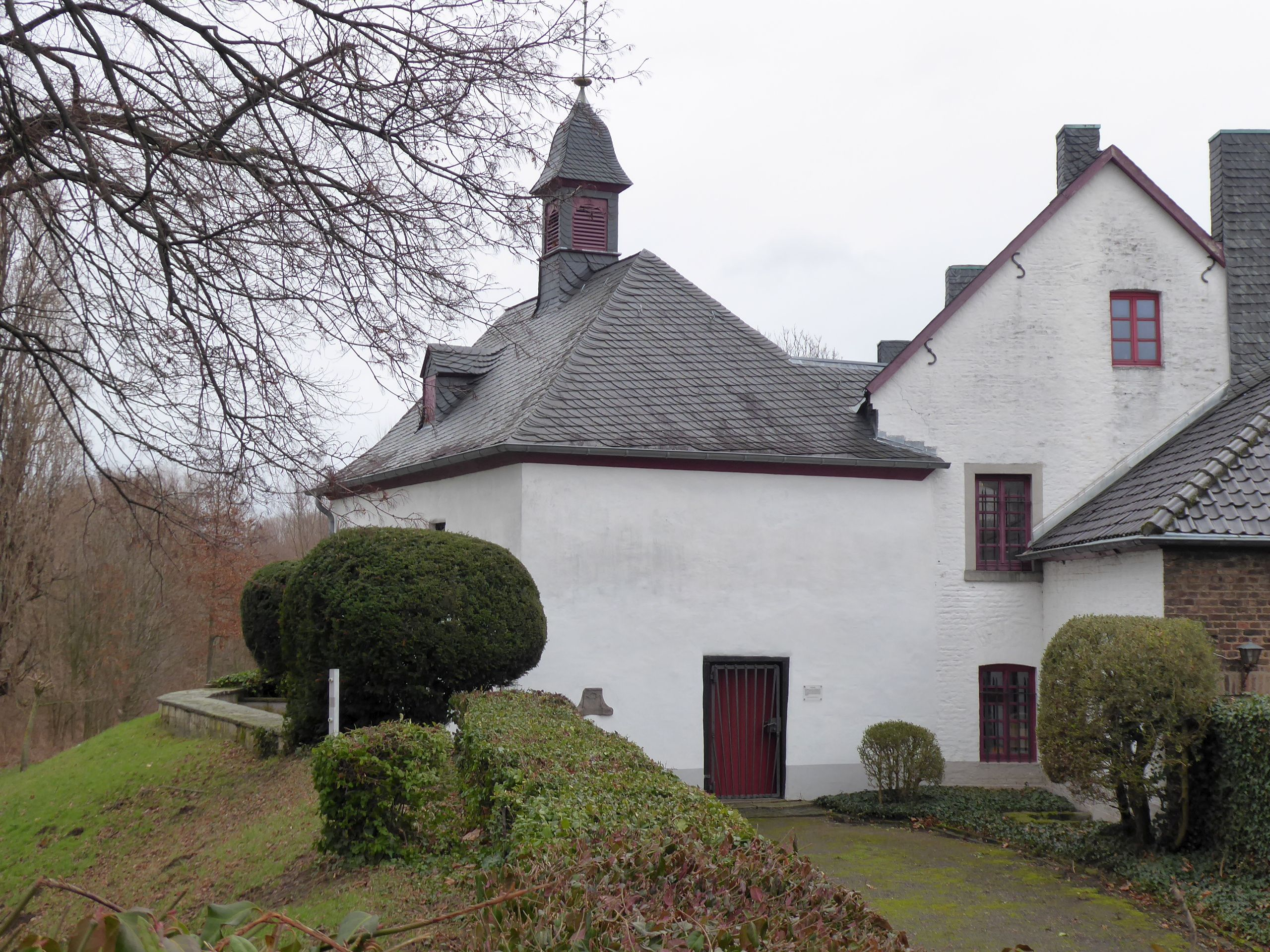
Wesseling, Luziakapelle

Die Luziakapelle ist ein römisch-katholisches Gotteshaus in Wesseling im Rhein-Erft-Kreis. Sie befindet sich unmittelbar auf dem Deich am Rhein.

## Geschichte
Die Luziakapelle stammt im Kern aus dem 13. Jahrhundert und gehörte zu einem Hof, dem heutigen Sioniterhof, der vor der Mitte des 13. Jahrhunderts von der Abtei Siegburg in den Besitz des Zisterzienserinnenklosters Ophoven wechselte. Bereits im Jahr 1250 gelangte der Hof mit der Kapelle in den Besitz des Kölner Klosters Sion, wo sie bis zur Säkularisation Anfang des 19. Jahrhunderts verblieben.
Die Kapelle erscheint heute in der Gestalt barocker Wiederaufbaumaßnahmen nach einem Brand des Hofes 1725. Der rechteckige Grundriss mit angefügtem quadratischem Chorraum und das Mauerwerk aus Tuffstein deuten darauf hin, dass das Gotteshaus trotz des barocken Äußeren noch den Kapellenbau der Romanik darstellt. In der Südwand befindet sich eine vermauerte romanische Türöffnung. Des Weiteren ist die Kapelle unterkellert und besitzt im Untergeschoss ein aus Steinquadern gefügtes Tonnengewölbe.

## Ausstattung
An der Ostwand befindet sich eine einfache Altarmensa, darüber ein Gemälde. Im Langhaus am Übergang zum Chorraum eine schlichte Figur.